# Europees kampioenschap zaalhockey mannen 1980
Het Europees kampioenschap zaalhockey 1980 was een door de European Hockey Federation (EHF) georganiseerd kampioenschap voor zaalhockeyers. De derde editie van het Europees kampioenschap vond plaats van 29 februari tot 1 maart 1980 in het Zwitserse Zürich.

## Eindstand
| Plaats | Team        |
| ------ | ----------- |
| Goud   | BRD         |
| Zilver | Nederland   |
| Brons  | Schotland   |
| 4e     | Engeland    |
| 5e     | Spanje      |
| 6e     | Oostenrijk  |
| 7e     | Zwitserland |